# Museumlandgoed Oranjewoud
Het Museumpark Landgoed Oranjewoud is een gebied in de gemeente Heerenveen rond het landgoed Oranjewoud en het Museum Belvédère. Het museumpark heeft een gereconstrueerde barokstructuur met daarnaast binnen het landgoed Oranjewoud elementen uit de Engelse landschapsstijl.
De Vrijwilligerskring MLO (Museumpark Landgoed Oranjewoud) van Staatsbosbeheer verzorgt rondleidingen door het gebied en kan een presentatie verzorgen voor groepen die geïnteresseerd zijn in de geschiedenis van Oranjewoud van 1676 tot nu.